# Pop (kapłan)

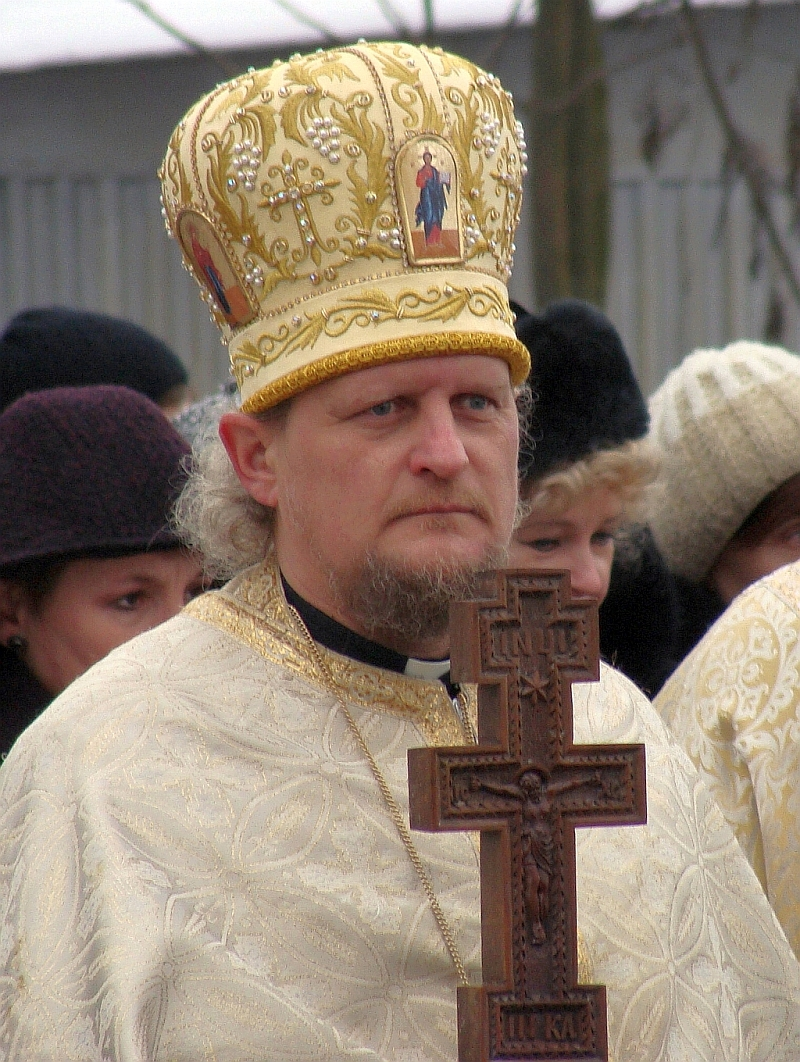
Ksiądz prawosławny Jan Antonowicz w stroju liturgicznym

Pop (z gr. pappas, παππάς, ojciec) – przestarzałe potoczne określenie księdza w Cerkwi prawosławnej i katolickich Kościołach wschodnich, w średniowieczu używane także wobec duchownych rzymskokatolickich. Odpowiednik wschodniosłowiańskiego określenia batiuszka (ros. biał. ukr. батюшка, ojczulek). Obecnie w Polsce zwykle zastępowane tytułem ksiądz.

## Etymologia
Określenie pochodzi od greckiego pappas (παππάς) oznaczającego „ojca”. Jest to termin ogólnosłowiański, od popъ -a, stąd też w węgierskim pap, zapożyczone prawdopodobnie ze staro-wysoko-niemieckiego pfaffo („kapłan”).

## Historia
W języku staropolskim słowo „pop” oznaczało zarówno ogólnie kapłana, księdza, jak i papieża, np. w Psałterzu floriańskim (70, 77; 109,5; 131,9; 131,17) czy w Pieśni o Wiklefie (w zwrotach „cesarscy popowie są antykrystowie”, „prawdę popi tają” lub „pirzwy [pierwszy] pop Lasota”, czyli papież Sylwester I [łac. silvester – leśny]). W tym znaczeniu przetrwało do drugiej połowy XIV wieku w Małopolsce i na Śląsku i do pierwszej połowy XVI wieku w Wielkopolsce i Mazowszu; Stąd liczne w Polsce nazwy miejscowe typu Popowice czy Popowo.
W XVI–XVII w. było też nazwaniem figury gońca w szachach, np. „Pop jeden słucha Królowej spowiedzi...” (Jan Kochanowski Szachy).
W 1774 cesarzowa Maria Teresa Habsburg zmieniła na terenie Galicji nazwę Kościoła unickiego na „greckokatolicki”, zakazano również stosowania określenia „pop” na rzecz księdza i proboszcza.
Od XIX w. czynniki kulturowe i historyczno-polityczne przyczyniały się do ujemnego nacechowania wyrazu „pop”. Dodatkowo w zaborze rosyjskim zaznaczał się związek popa (jak każdego urzędnika carskiego) z rusyfikacją. Propaganda bolszewicka wzmocniła jeszcze pejoratywne znaczenie tego słowa.

## Użycie współczesne
Współcześnie przez samych wyznawców kościołów wschodnich jest ono odbierane jako pejoratywne, choć ani Słownik języka polskiego PWN, ani Wielki słownik języka polskiego nie kwalifikują go jako nacechowanego ujemnie.
Wierni prawosławni w krajach wschodniosłowiańskich używają obecnie określenia batiuszka (ros. biał. ukr. батюшка, ojczulek) lub otiec (ros. отец, ojciec) z imieniem. Jego żona to matuszka lub mateńka. W regionach, gdzie dominuje tradycja ukraińska (Łemkowszczyzna, dawna Galicja), spotyka się czasem określanie księdza tytułem jegomość (ukr. егомость), a jego żony – jejmość (ukr. їмость).
W Polsce prawosławni i grekokatolicy sugerują w miejsce przestarzałego i odbieranego obraźliwie słowa pop używanie w języku polskim tytułu ksiądz.